# Premier al Republicii Populare Chineze
Premierul Consiliului de Stat al Republicii Populare Chineze, uneori menționat în mod neoficial ca „Prim-Ministru”, este șeful guvernului central al Chinei și este titularul celui mai înalt rang din serviciul public. Această poziție înlocuiește rolul de Premier al Consiliului de Administrație al Guvernului Popular Central (în chineză simplificată: 中央人民政府政务院总理), care a existat din 1949 până în 1954.
Premierul este aprobat în mod oficial de către Congresul Național al Poporului după nominalizarea de către Președinte. În practică, candidatul este ales în cadrul Partidului Comunist din China (CPC) prin același proces care determină compoziția Biroului Politic Central al PCC. Atât Președintele, cât și Premierul, sunt aleși o dată la cinci ani. Funcția de premier este limitată la două mandate, dar cea de președinte nu este. Premierul a fost întotdeauna un membru puternic al Comitetului Permanent al Biroului Politic.
Actualul premier este Li Qiang, care a preluat funcția pe 11 martie 2023. El l-a succedat pe Li Keqiang.

## Competențe și atribuții
Premierul este cea mai înaltă funcție administrativă în Guvernul Chinei. Premierul este responsabil pentru organizarea și administrarea birocrației civile chineze. De exemplu, Premierul este însărcinat cu planificarea și implementarea națională a dezvoltării economice și sociale și a bugetului de stat. Aceasta include supravegherea diferitelor ministere, departamente, comisii statutare și agenții și anunțarea candidaturilor la Congresul Național al Poporului pentru funcții de vice-prim-miniștri, consilieri de stat și birouri ministeriale. Competențele și responsabilitățile premierului sunt codificate în constituție, spre deosebire de cele ale prim-miniștrilor din sistemul Westminster, care sunt convenții sau tradiții.
În 1989, premierul Li Peng, în cooperare cu președintele Comisiei Militare Centrale Deng Xiaoping, a putut utiliza funcția de Premier pentru a comanda represiunea armată a Protestelor din Piața Tiananmen din 1989.  
Premierul este susținut de patru Vice-prim-Miniștri de la reforma lui Deng Xiaoping în 1983. Vice-Premierul cu rangul cel mai înalt va acționa ca premier în absența acestuia.

## Listă de premieri

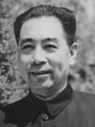
Zhou Enlai (între 1949–1976)
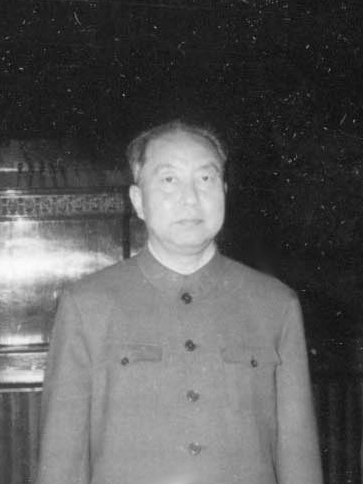
Hua Guofeng (între 1976–1980)
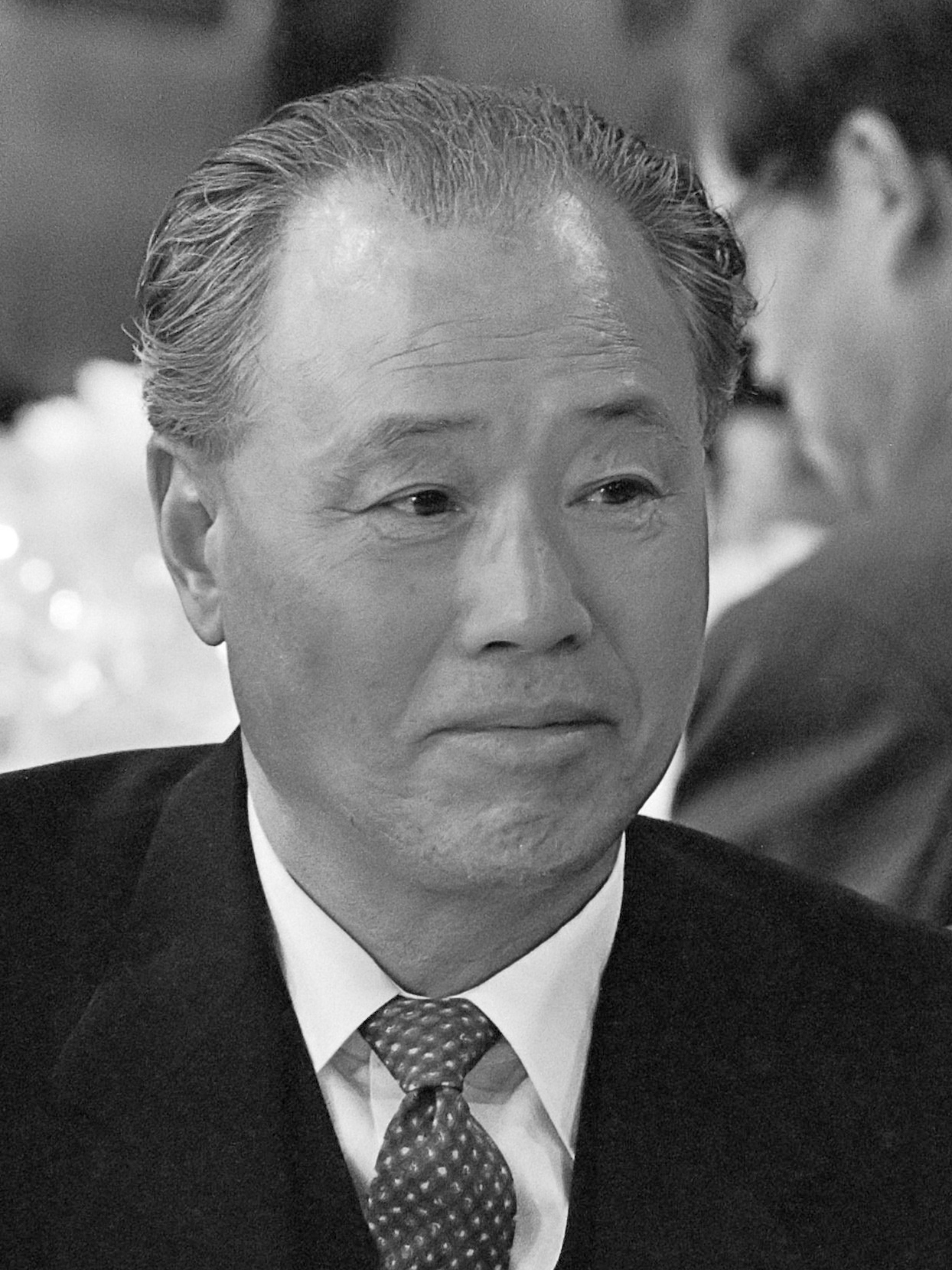
Zhao Ziyang (între 1980–1987)
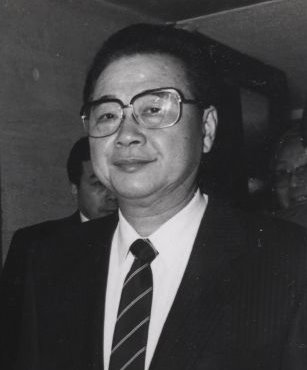
Li Peng (între 1987–1998)
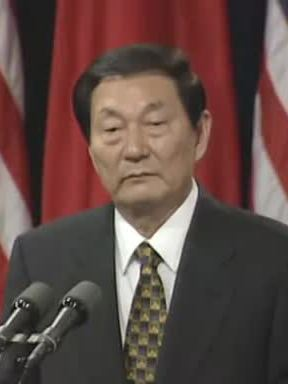
Zhu Rongji (între 1998–2003)
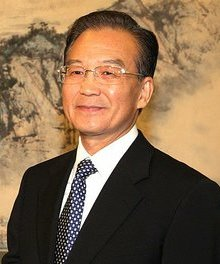
Wen Jiabao (între 2003–2013)
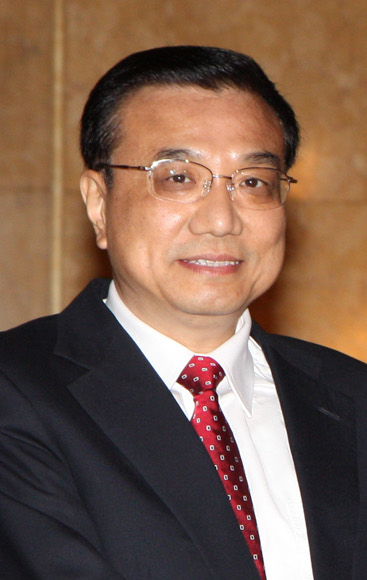
Li Keqiang (între 2013–2023)
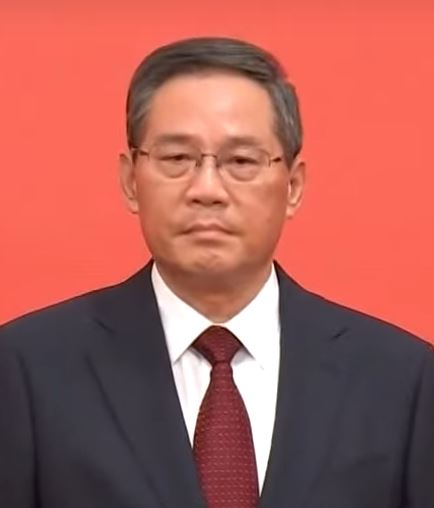
Li Qiang (între 2023–present)

- Zhou Enlai

(între 1949–1976)
- Hua Guofeng

(între 1976–1980)
- Zhao Ziyang

(între 1980–1987)
- Li Peng

(între 1987–1998)
- Zhu Rongji

(între 1998–2003)
- Wen Jiabao

(între 2003–2013)
- Li Keqiang

(între 2013–2023)
- Li Qiang

(între 2023–present)